# 0.0.0.0
Dans le Protocole Internet Version 4, l'adresse 0.0.0.0 est une méta-adresse non-routable utilisée pour désigner une destination invalide, inconnue ou non-atteignable.
Donner un sens particulier à un datagramme invalide est un rôle de la signalisation intrabande.
Dans le contexte d'un serveur, 0.0.0.0 signifie « toutes les adresses IPv4 de la machine locale ». Si un hôte a deux adresses IP 192.168.1.1 et 10.1.2.1, et qu'un serveur du réseau en cours d'exécution écoute sur 0.0.0.0, il sera accessible sur ces deux IP.
Dans le contexte de routage, 0.0.0.0 (ou 0.0.0.0/0 en notation CIDR) signifie généralement la route par défaut. C'est-à-dire la route qui mène au « reste d'internet » plutôt que quelque part d'autre sur le réseau local.
Les utilisations comprennent :
- L'adresse qu'un hôte revendique comme la sienne lorsque aucune adresse ne lui a encore été assignée. Comme lors de l'envoi du paquet initial DHCPDISCOVER lors de l'utilisation de DHCP.
- L'adresse qu'un hôte s'attribue à lui-même lorsque la requête d'adresse via DHCP a échoué, à condition que l'hôte de la pile IP la prenne en charge. Cet usage a été remplacé par le mécanisme APIPA sur les machines modernes.
- Une manière de préciser « toutes les adresses hôtes IPv4. » Elle est utilisée de cette façon lors de la spécification d'une route par défaut.
- Un moyen de spécifier explicitement que la cible n'est pas disponible[1].
- Un moyen pour spécifier « toutes les adresses IPv4 ». Elle est utilisée de cette façon lors de la configuration des serveurs (c'est-à-dire lors de la liaison des sockets en écoute). Les programmeurs TCP la connaissent comme INADDR_ANY (bind(2) se lie à des adresses, pas à des interfaces).

En IPv6, l'adresse entièrement constituée de zéros est généralement représentée par « :: ».